# Königshorst
Königshorst ist ein Ortsteil der Gemeinde Fehrbellin im Landkreis Ostprignitz-Ruppin in Brandenburg (Deutschland) mit den Gemeindeteilen Königshorst, Lobeofsund, Mangelshorst, Nordhof, Sandhorst, Fredenhorst und Seelenhorst.

## Geografie und Verkehr
Königshorst liegt südlich der A 24 (Der Ort ist über die Anschlüsse Kremmen und Fehrbellin zu erreichen) und nördlich der B 5 zirka 10 Kilometer südlich von Fehrbellin mitten im Havelländischen Luch.

## Geschichte
Königshorst wurde als Arendshorst gegründet. Die Arendshorste waren Sandkuppen im Luchgebiet, die nach einem der damaligen Besitzer des Gebietes aus dem Adelsgeschlecht von Bredow benannt wurden. Der preußische König Friedrich Wilhelm I. beschloss zu Beginn des 18. Jahrhunderts nach Plänen des Oberjägermeisters Samuel von Hertefeldt die Trockenlegung des Luchgebietes. Der Große Havelländische Hauptkanal wurde angelegt. Als der König das Gebiet im Jahr 1719 besuchte, soll Arendshorst in Königshorst umbenannt worden sein. Zur Verwaltung des neuen Besitzes richtete er 1724 das Amt Königshorst ein. Im Jahr 1724 war die Trockenlegung abgeschlossen und die Vorwerke Lobeofsund (1736), Mangelshorst (1747/1748), Nordhof (1732), Sandhorst (1737/1738) und Seelenhorst (1721) entstanden.
Durch Erlass von Friedrich Wilhelm I. wurde 1732 in Königshorst eine „Lehranstalt für Butter- und Käsebereitung“ gegründet, die volkstümlich auch Butterakademie genannt wurde. Damit sollte die Einrichtung einer Milchwirtschaft nach holländischem Vorbild und die Verbesserung der Herstellung von Milch, Butter und Käse in Preußen gefördert werden. Dazu engagierte er bereits 1722 den holländischen Meier Heinrich Bröne. Mit Allerhöchster Cabinets-Ordre des Königs vom 7. August 1737 wurde den Beamten verfügt, dass die Kuhmägde und Bauerntöchter der Umgebung für zwei Jahre zur Ausbildung nach Königshorst geschickt werden sollten, um das Handwerk des Butterns und Käsemachens zu lernen. Die Butterakademie war im 1739–1740 errichteten „Butterhammerhaus“ im Ortsteil Nordhof untergebracht. 1780 bestätigte Friedrich II. die Tätigkeit der Lehranstalt als „Ordentliche Akademie des Buttermachens“. Auf diese Tradition nimmt auch das Ortswappen Bezug.
Am 1. September 1950 wurde Königshorst in Friedenshorst umbenannt. Die Rückbenennung in Königshorst erfolgte am 3. Oktober 1990.

### Eingemeindung
Königshorst wurde am 26. Oktober 2003 nach Fehrbellin eingemeindet.

### Ortswappen
Blasonierung: „In Silber zwischen zwei blauen Wellenstäben auf grünem Berg ein schwarzes Butterfass, belegt mit einer goldenen Königskrone.“
Das Wappen wurde vom Heraldiker Frank Diemar gestaltet.

### Flagge
Die Flagge ist gelb – blau – gelb im Verhältnis 1:3:1 gestreift mit dem Ortswappen im Mittelstreifen.

## Sehenswürdigkeiten
Aus der Frühzeit des Ortes  stammen die 1737 errichtete Dorfkirche und die Fachwerkgebäude des Pfarrhauses  aus demselben Jahr und der Dorfkrug aus dem Jahr 1734. Die Kirche brannte im Jahr 1912 völlig nieder, wurde aber in ihrer ursprünglichen Gestalt wieder aufgebaut.

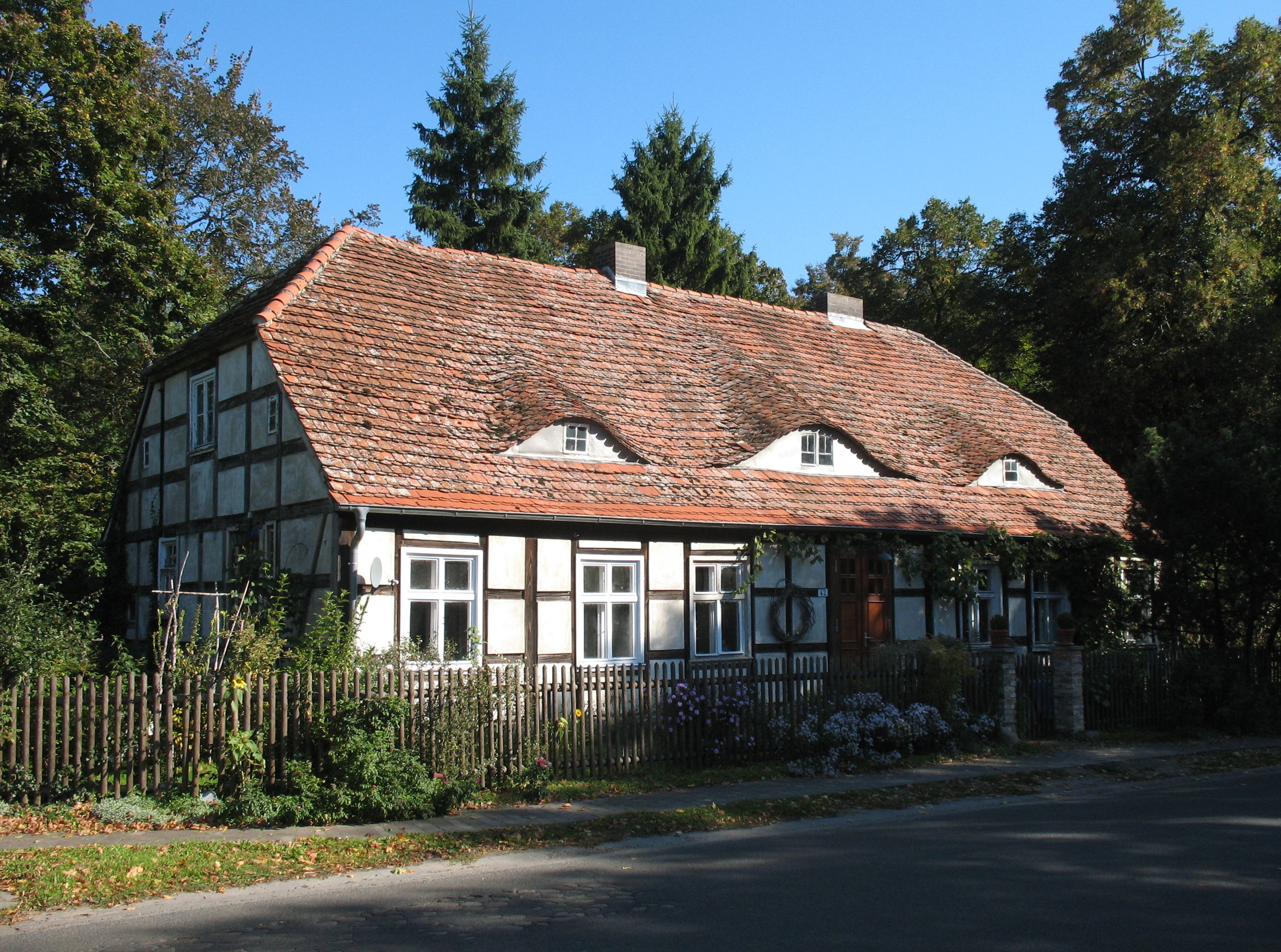
Pfarrhaus
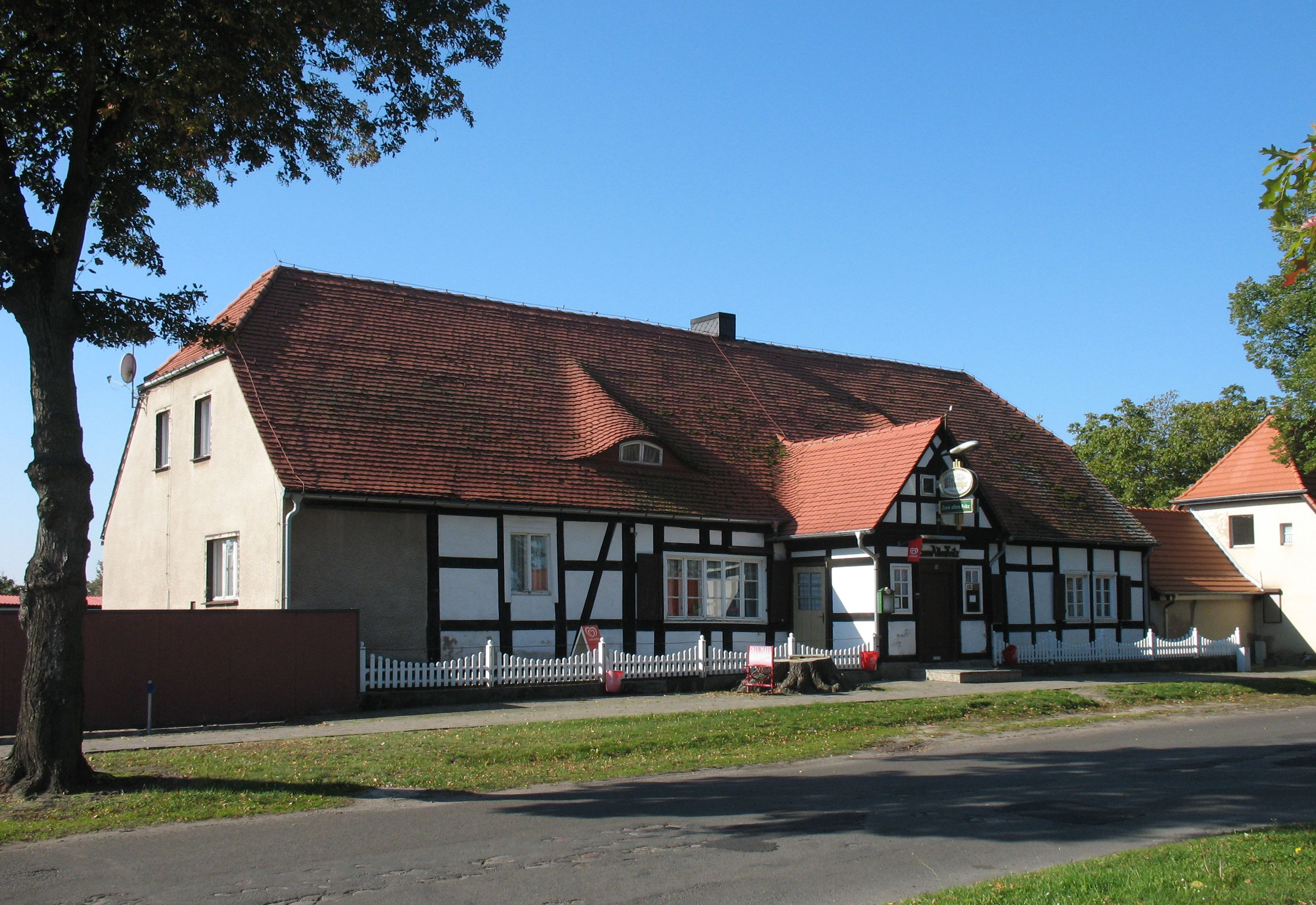
Dorfkrug
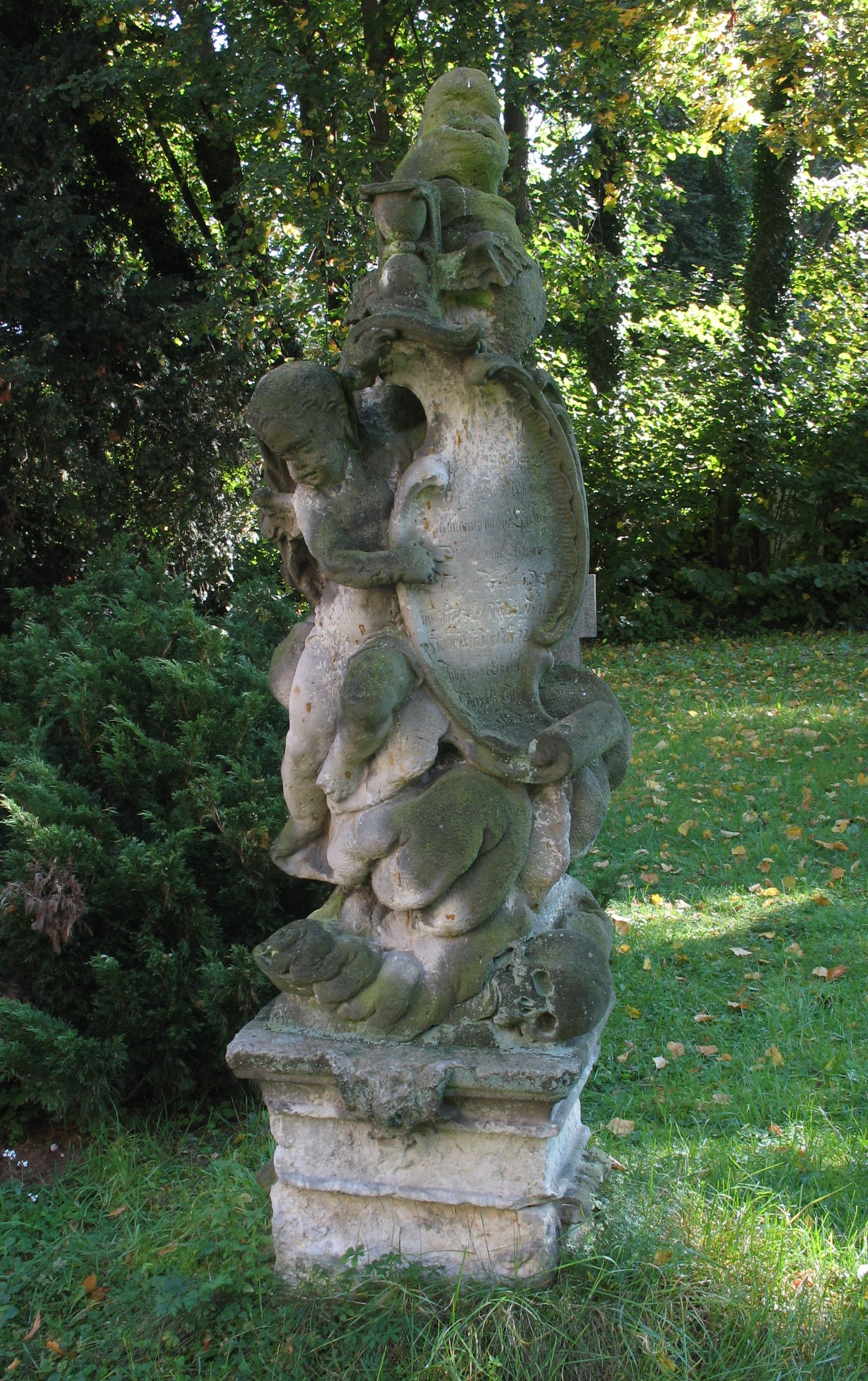
Barocker Grabstein auf dem Kirchhof
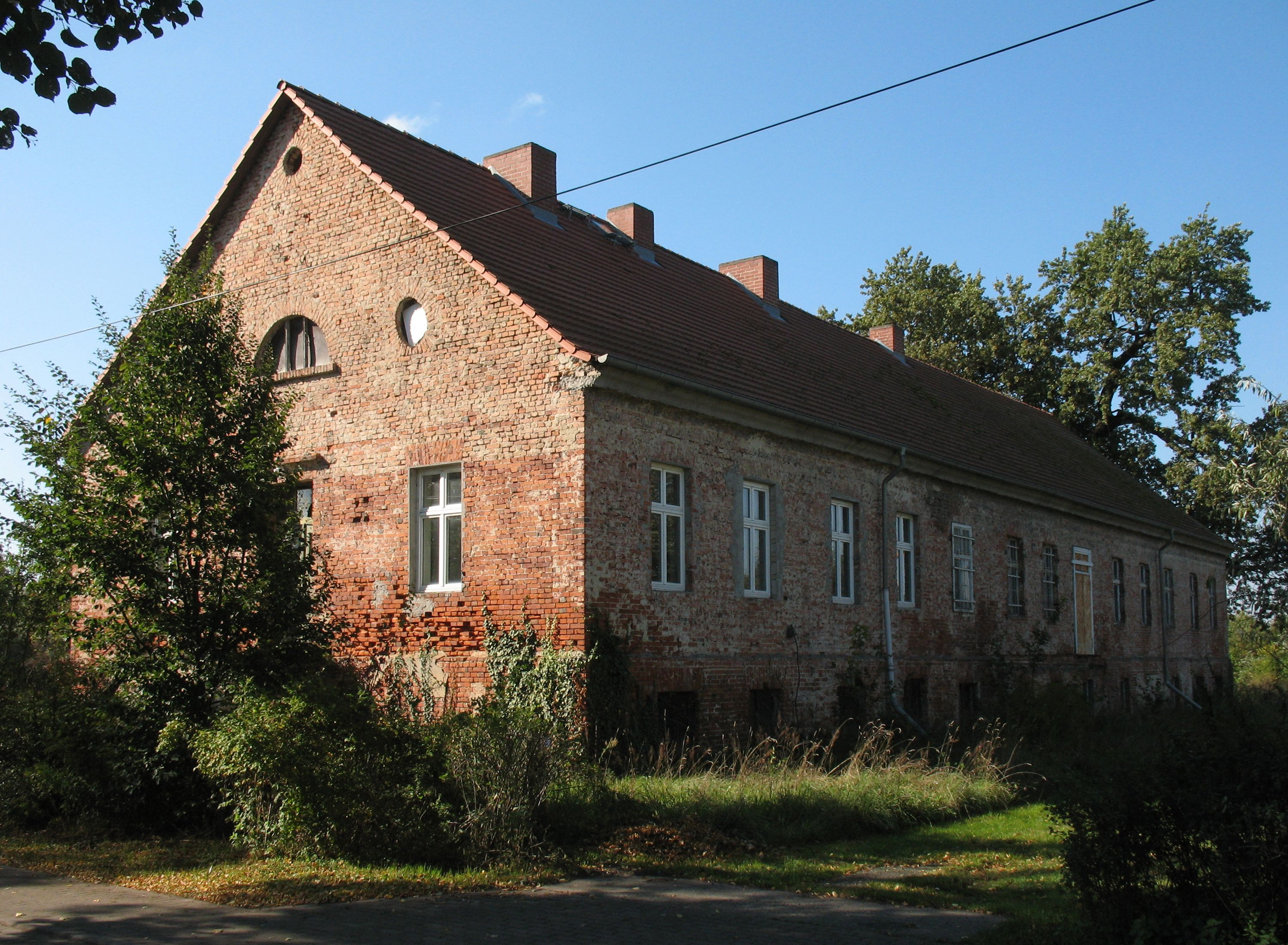
Gutshaus
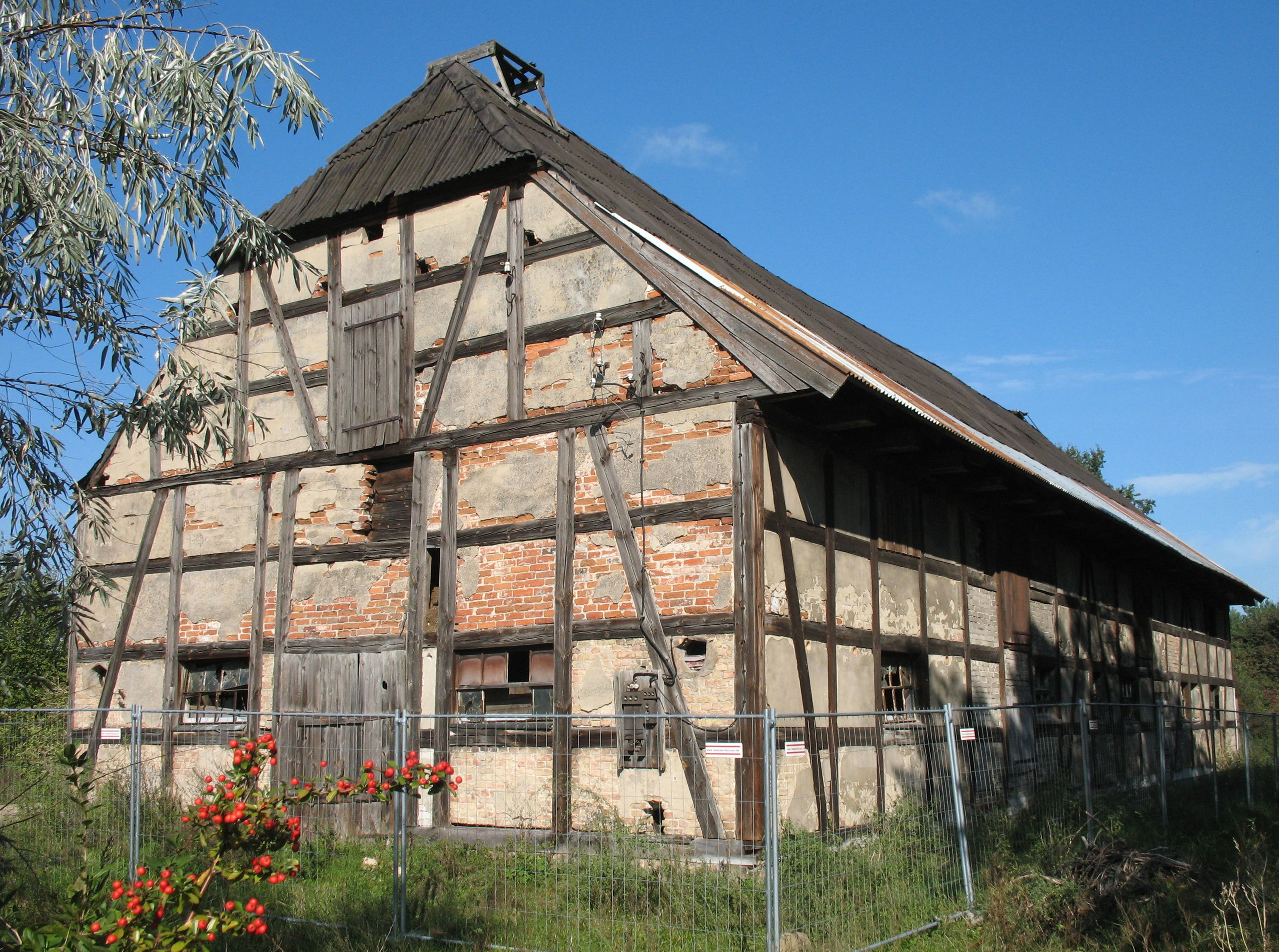
Stall der Gutsanlage

## Politik
Der ehrenamtliche Ortsbürgermeister (Vorsitzender des Ortsbeirats) ist Enrico Balles.